# Paroedura maingoka
Paroedura maingoka — вид геконоподібних ящірок родини геконових (Gekkonidae). Ендемік Мадагаскару.

## Поширення й екологія
Paroedura maingoka мешкають на південному заході острова Мадагаскар. Вони живуть у сухих тропічних лісах і чагарниках, що ростуть серед вапнякових карстових скель, на висоті від 20 до 160 м над рівнем моря.

## Збереження
МСОП класифікує стан збереження цього виду як близький до загрозливого. Paroedura maingoka загрожує знищення природного середовища.